# Evropská filmová cena za přínos světové kinematografii
Evropská filmová cena za přínos světové kinematografii je jednou z cen, kterou každoročně uděluje Evropská filmová akademie. Cenu zavedla roku 1997, jako doplněk Evropské filmové ceny za celoživotní dílo. Cílem bylo od sebe odlišit umělce, kteří přispěli k rozvoji evropského filmu jako takového, a evropské umělce, kteří se více prosadili v mimoevropskýcch produkcích (v praxi především amerických).

## Vítězové
| Rok  | Držitel              | Profese                          |
| ---- | -------------------- | -------------------------------- |
| 1997 | / Miloš Forman       | režisér                          |
| 1998 | Stellan Skarsgård    | herec                            |
| 1999 | Antonio Banderas     | herec                            |
| 1999 | / Roman Polanski     | režisér                          |
| 2000 | Jean Reno            | herec                            |
| 2000 | Roberto Benigni      | režisér, herec                   |
| 2001 | Ewan McGregor        | herec                            |
| 2002 | Victoria Abrilová    | herečka                          |
| 2003 | Carlo di Palma       | kameraman, režisér               |
| 2004 | Liv Ullmannová       | herečka                          |
| 2005 | Maurice Jarre        | hudební skladatel                |
| 2006 | Jeremy Thomas        | producent                        |
| 2007 | Michael Ballhaus     | kameraman, režisér               |
| 2008 | Søren Kragh-Jacobsen | režisér, skladatel               |
| 2008 | Kristian Levring     | režisér                          |
| 2008 | Lars von Trier       | režisér                          |
| 2008 | Thomas Vinterberg    | režisér                          |
| 2009 | Isabelle Huppert     | herečka                          |
| 2010 | / Gabriel Yared      | hudební skladatel                |
| 2011 | Mads Mikkelsen       | herec                            |
| 2012 | Helen Mirrenová      | herečka                          |
| 2013 | Pedro Almodóvar      | režisér                          |
| 2014 | Steve McQueen        | režisér                          |
| 2015 | / Christoph Waltz    | herec                            |
| 2016 | Pierce Brosnan       | herec                            |
| 2017 | Julie Delpy          | herečka, režisérka a producentka |
| 2018 | Ralph Fiennes        | herec                            |
| 2019 | Juliette Binoche     | herečka                          |
| 2021 | Susanne Bier         | režisérka                        |
| 2022 | Elia Suleiman        | režisér a herec                  |
| 2023 | Isabel Coixet        | režisérka                        |
| 2024 | Isabella Rossellini  | herečka                          |